# Gérard Huet
Gérard Huet (Bourges, 7 de juliol de 1947) és un informàtic teòric, lingüista i matemàtic francès, director emèrit de recerca de l'Institut national de recherche en informatique et en automatique (INRIA), conegut per les seves contribucions a la teoria del llenguatge de programació i a la teoria de la computació.
Enginyer graduat a l'École supérieure d'électricité, va ser professor de l'Institut Asiàtic de Tecnologia de Bangkok, de la Universitat Carnegie Mellon, investigador de SRI International i és membre de l'Acadèmia de Ciències de França i de l'Academia Europaea. Ha realitzat importants contribucions a la teoria de la unificació —procés algorítmic de resolució d'equacions entre expressions simbòliques— i al desenvolupament de llenguatges de programació funcional, en particular en Categorical Abstract Machine Language (Caml). Tanmateix és especialista en lingüística computacional en sànscrit, treballa en màquines d'Eilenberg i en l'estructura formal del sànscrit.
Huet va rebre el premi Herbrand el 1998, el premi de l'European Association for Theoretical Computer Science el 2009, i ha estat el primer guanyador del Gran premi Inria el 2011.